# 52-га паралель північної широти
52-га паралель північної широти — лінія широти, що лежить на 52 градуси північніше земної екваторіальної площини. Вона проходить через Європу, Азію, Тихий океан, Північну Америку та Атлантичний океан.
У Канаді частина кордону між провінціями Квебек та Ньюфаундленд і Лабрадор проходить через 52-гу паралель північної широти, хоча Квебек зберігає неактивні претензії на частину території на північ від цієї лінії.

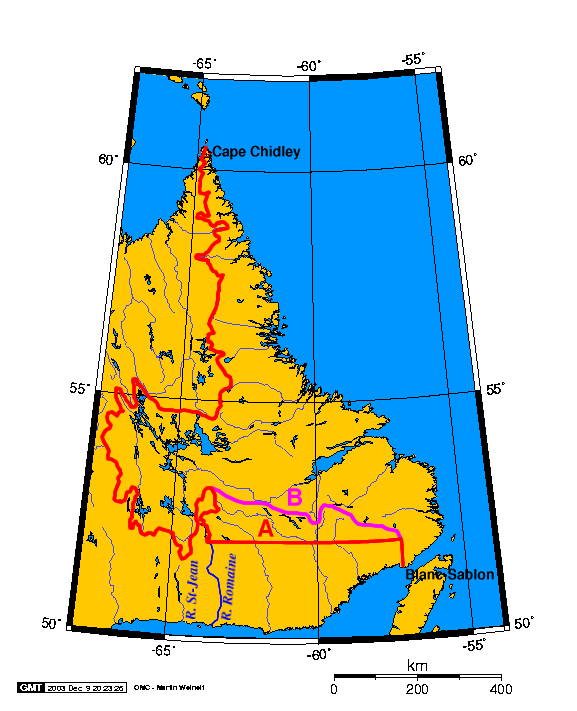
В Канаді через 52-гу паралель північної широти проходить частина кордону між Квебеком та Ньюфаундлендом і Лабрадором (лінія A), хоча Квебек зберігає неактивні претензії на частину території на північ від паралелі (лінія B)

Столиця Великої Британії Лондон лежить між 51-шою та 52-гою паралелями північної широти.

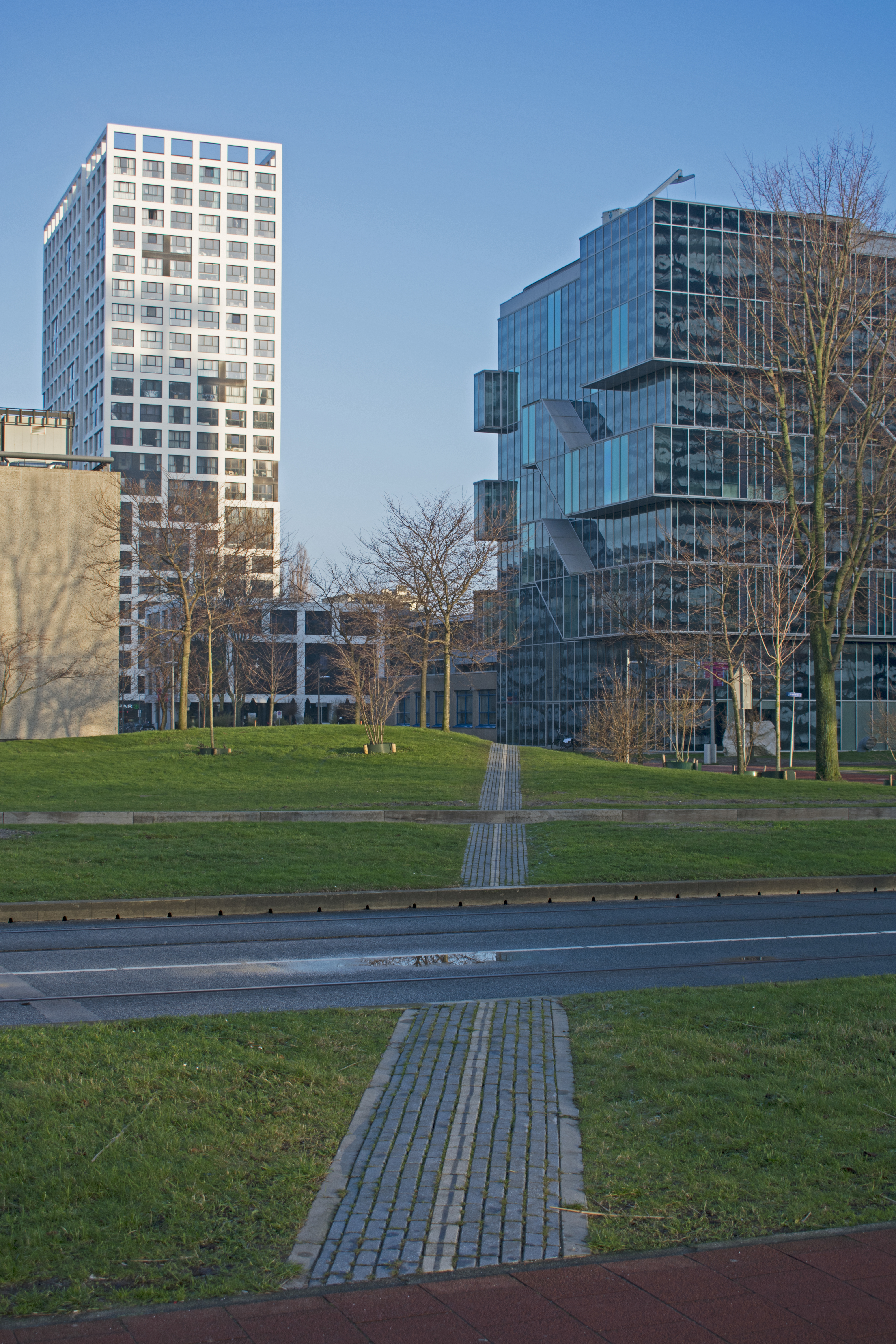
52-га паралель північної широти проходить через Делфтський технічний університет в Ніделандах

На цій широті під час літнього сонцестояння сонце видно 16 годин 44 хвилини, а під час зимового сонцестояння — 7 годин 45 хвилини.

## Список географічних об'єктів, що перетинає 52° пн. ш.
Починаючи з Гринвіцького меридіану та рухаючись на схід, 52-га паралель північної широти проходить через:
| Координати                                                   | Країна, територія або море | Примітки |
| ------------------------------------------------------------ | -------------------------- | --- |
| 52°0′ пн. ш. 0°0′ сх. д. / 52.000° пн. ш. 0.000° сх. д.      | Велика Британія            | Англія — проходить південніше Іпсвіча |
| 52°0′ пн. ш. 1°25′ сх. д. / 52.000° пн. ш. 1.417° сх. д.     | Північне море              | |
| 52°0′ пн. ш. 4°8′ сх. д. / 52.000° пн. ш. 4.133° сх. д.      | Нідерланди                 | Південна Голландія — проходить через Делфт і Гауду Утрехт — проходить через Нюегейн Гелдерланд — проходить через Арнем                                                |
| 52°0′ пн. ш. 6°48′ сх. д. / 52.000° пн. ш. 6.800° сх. д.     | Німеччина                  | Північний Рейн-Вестфалія Нижня Саксонія Саксонія-Ангальт Бранденбург                                                                                                  |
| 52°0′ пн. ш. 14°43′ сх. д. / 52.000° пн. ш. 14.717° сх. д.   | Польща                     | Проходить північніше Зеленої Гури та південніше Біла-Підляської |
| 52°0′ пн. ш. 23°42′ сх. д. / 52.000° пн. ш. 23.700° сх. д.   | Білорусь                   | |
| 52°0′ пн. ш. 30°54′ сх. д. / 52.000° пн. ш. 30.900° сх. д.   | Україна                    | Чернігівська область Сумська область — проходить північніше Шостки |
| 52°0′ пн. ш. 34°6′ сх. д. / 52.000° пн. ш. 34.100° сх. д.    | Росія                      | |
| 52°0′ пн. ш. 60°9′ сх. д. / 52.000° пн. ш. 60.150° сх. д.    | Казахстан                  | |
| 52°0′ пн. ш. 79°7′ сх. д. / 52.000° пн. ш. 79.117° сх. д.    | Росія                      | |
| 52°0′ пн. ш. 98°49′ сх. д. / 52.000° пн. ш. 98.817° сх. д.   | Монголія                   | |
| 52°0′ пн. ш. 99°17′ сх. д. / 52.000° пн. ш. 99.283° сх. д.   | Росія                      | Проходить через озеро Байкал |
| 52°0′ пн. ш. 120°42′ сх. д. / 52.000° пн. ш. 120.700° сх. д. | КНР                        | Внутрішня Монголія Хейлунцзян |
| 52°0′ пн. ш. 126°27′ сх. д. / 52.000° пн. ш. 126.450° сх. д. | Росія                      | |
| 52°0′ пн. ш. 141°20′ сх. д. / 52.000° пн. ш. 141.333° сх. д. | Татарська протока          | |
| 52°0′ пн. ш. 141°40′ сх. д. / 52.000° пн. ш. 141.667° сх. д. | Росія                      | Проходить через острів Сахалін |
| 52°0′ пн. ш. 143°10′ сх. д. / 52.000° пн. ш. 143.167° сх. д. | Охотське море              | |
| 52°0′ пн. ш. 156°29′ сх. д. / 52.000° пн. ш. 156.483° сх. д. | Росія                      | Проходить через Камчатський півострів |
| 52°0′ пн. ш. 158°17′ сх. д. / 52.000° пн. ш. 158.283° сх. д. | Тихий океан                | |
| 52°0′ пн. ш. 177°30′ сх. д. / 52.000° пн. ш. 177.500° сх. д. | США                        | Аляска — проходить через острів Киска |
| 52°0′ пн. ш. 177°33′ сх. д. / 52.000° пн. ш. 177.550° сх. д. | Берингове море             | |
| 52°0′ пн. ш. 178°6′ сх. д. / 52.000° пн. ш. 178.100° сх. д.  | США                        | Аляска — проходить через острів Сегула |
| 52°0′ пн. ш. 178°11′ сх. д. / 52.000° пн. ш. 178.183° сх. д. | Берингове море             | Проходить північніше островів Хвостова і Давидова[en] та острова Малий Сіткін[en], Аляска, США                                                                        |
| 52°0′ пн. ш. 179°34′ сх. д. / 52.000° пн. ш. 179.567° сх. д. | США                        | Аляска — проходить через Семисопочний острів |
| 52°0′ пн. ш. 179°43′ сх. д. / 52.000° пн. ш. 179.717° сх. д. | Берингове море             | Проходить північніше островів Танага та Канага, Аляска, США |
| 52°0′ пн. ш. 176°35′ зх. д. / 52.000° пн. ш. 176.583° зх. д. | США                        | Аляска — проходить через острів Адак |
| 52°0′ пн. ш. 176°33′ зх. д. / 52.000° пн. ш. 176.550° зх. д. | Берингове море             | |
| 52°0′ пн. ш. 176°9′ зх. д. / 52.000° пн. ш. 176.150° зх. д.  | США                        | Аляска — проходить через острів Великий Сіткін |
| 52°0′ пн. ш. 176°3′ зх. д. / 52.000° пн. ш. 176.050° зх. д.  | Берингове море             | Проходить північніше островів Ігіткін, Тагалак та Оглодак, Аляска, США                                                                                                |
| 52°0′ пн. ш. 175°22′ зх. д. / 52.000° пн. ш. 175.367° зх. д. | Тихий океан                | Проходить південніше островів Атка та Амля, Аляска, США |
| 52°0′ пн. ш. 131°6′ зх. д. / 52.000° пн. ш. 131.100° зх. д.  | Канада                     | Британська Колумбія — проходить через острів Кангіт[en] |
| 52°0′ пн. ш. 131°2′ зх. д. / 52.000° пн. ш. 131.033° зх. д.  | Тихий океан                | Затока Королеви Шарлотти |
| 52°0′ пн. ш. 128°13′ зх. д. / 52.000° пн. ш. 128.217° зх. д. | Канада                     | Британська Колумбія — проходить через острови Хантер[en] і Кінг[en] та материк Альберта Саскачеван Манітоба — проходить через острови Вінніпегосіс і Вінніпег Онтаріо |
| 52°0′ пн. ш. 80°59′ зх. д. / 52.000° пн. ш. 80.983° зх. д.   | Затока Джеймс              | |
| 52°0′ пн. ш. 79°39′ зх. д. / 52.000° пн. ш. 79.650° зх. д.   | Канада                     | Нунавут — проходить через острови Чарлтон[en] та Кері[en] |
| 52°0′ пн. ш. 79°12′ зх. д. / 52.000° пн. ш. 79.200° зх. д.   | Затока Джеймс              | |
| 52°0′ пн. ш. 78°42′ зх. д. / 52.000° пн. ш. 78.700° зх. д.   | Канада                     | Квебек Ньюфаундленд і Лабрадор Квебек Становить кордон між Квебеком та Ньюфаундлендем і Лабрадором Ньюфаундленд і Лабрадор                                            |
| 52°0′ пн. ш. 55°52′ зх. д. / 52.000° пн. ш. 55.867° зх. д.   | Атлантичний океан          | Протока Бел-Айл |
| 52°0′ пн. ш. 55°18′ зх. д. / 52.000° пн. ш. 55.300° зх. д.   | Канада                     | Ньюфаундленд і Лабрадор — проходить через острів Бель-Айл |
| 52°0′ пн. ш. 55°16′ зх. д. / 52.000° пн. ш. 55.267° зх. д.   | Атлантичний океан          | |
| 52°0′ пн. ш. 10°13′ зх. д. / 52.000° пн. ш. 10.217° зх. д.   | Ірландія                   | Проходить через острів Ірландія Керрі — проходить через Каррантуїлл, найвищу вершину Ірландії Корк Вотерфорд                                                          |
| 52°0′ пн. ш. 7°35′ зх. д. / 52.000° пн. ш. 7.583° зх. д.     | Протока Святого Георга     | |
| 52°0′ пн. ш. 5°5′ зх. д. / 52.000° пн. ш. 5.083° зх. д.      | Велика Британія            | Уельс Англія — проходить між Блетчлі[en] та Мілтон-Кейнсом |